# Agabus striolatus
Agabus striolatus (лат.) — вид жуков-плавунцов подсемейства Agabinae.

## Описание
Жуки длиной тела 7-7,5 мм. Переднеспинка и надкрылья параллельносторонние.

## Распространение
Распространён в Австрии, Белоруссии, Бельгии, Британских островах, Хорватии, Чехии, Дании, Эстонии, Финляндии, Франции, Германии, Венгрии, Италии, Латвии, Литве, Польше, России (за исключением Востока), Словакии, Швеции, Нидерландах и Украине.